# Newaygo
Newaygo är en ort i Newaygo County i Michigan. Vid 2010 års folkräkning hade Newaygo 1 976 invånare.